# The Love Expert
The Love Expert è un film muto del 1920 diretto da David Kirkland.

## Trama
Espulsa dal college, Babs Hardcastle viene mandata dal padre a Boston, dalla zia Emily. Lì, la ragazza scopre che Emily è fidanzata già da sei anni con Jim Winthrop ma è impossibilitata a sposarlo fino a che anche le sorelle e la zia dell'uomo non si saranno maritate. Babs fa in modo che Jim e la sua famiglia la accompagnino in un viaggio in Florida durante il quale lei progetta di organizzare i matrimoni delle zitelle. Dopo essere riuscita nell'intento con le due sorelle, fa fidanzare la zia di Jim con suo padre. Ora Jim è libero di sposare Emily. Ma quest'ultima, invece, adesso gli preferisce un professore. Jim finirà per sposare Babs, che - nel frattempo - si è accorta di essersi innamorata di lui.

## Produzione
Il film, che fu girato a New York e a Palm Beach, venne prodotto da John Emerson e Anita Loos per la Constance Talmadge Film Company.

## Distribuzione
Il copyright del film, richiesto dalla Joseph M. Schenck, fu registrato il 24 giugno 1920 con il numero LP15182 LU15320. Distribuito dalla First National Exhibitors' Circuit, il film uscì nelle sale degli Stati Uniti il 18 aprile 1920.